# Offer Nissim
Offer Nissim (עופר נסים; Tel Aviv, 16 aprile 1964) è un disc jockey israeliano.
Nissim è un produttore di musica house caratterizzata da uno stile tribale, hard o progressivo, e la sua produzione include tracce cantate da cantanti donne come Dana International and Maya Simantov. Ultimamente è stato eletto il dj più richiesto durante i Gay Pride di tutto il mondo.
Nissm gode di un vastissimo repertorio di remixes prodotti per Madonna, Donna Summer, Mylène Farmer, Deborah Cox, Kristine W, Ivri Lider, Dana International, Christina Aguilera, e altri ancora. È stato considerato da alcuni come un "archeologo musicale".

## Produzione

### Dana International
- 1993 Dana International (Album)
- 1994 UMPATAMPA (Album)
- 1995 E.P. Tampa (E.P)
- 1996 Maganona (Album)
- 1996 Chinquamilla (Single)
- 1998 Diva
- 1999 Free (Album)
- 1999 Free (Single)
- 1999 Woman In Love (Single)

### Produzioni originali
2001
- Offer Nissim ft. Sonny - Now Is The Time

2002
- Offer Nissim ft. Mickiyagi - I'm So Excited

2003
- Offer Nissim ft. Mickiyagi - Love Takes You

2004
- Offer Nissim ft. Maya - Searching
- Offer Nissim ft. Maya - That's The Way I Like It
- Offer Nissim ft. Maya - Only You

2005
- Offer Nissim ft. Maya - Alone
- Offer Nissim ft. Maya - Anything
- Offer Nissim ft. Maya - First Time
- Offer Nissim ft. Maya - Rain
- Offer Nissim ft. Maya - Heartbreaking
- Offer Nissim ft. Maya - Summer Night City
- Offer Nissim ft. Maya - Kol A'holam
- Offer Nissim ft. Maya - On My Own
- Offer Nissim Vs. Intermission - Piece of My Heart
- Offer Nissim ft. Amuka - I Want More

2006
- Offer Nissim ft. Maya - Perfect Love
- Offer Nissim ft. Maya - Be My Boyfriend
- Offer Nissim ft. Maya - For Your Love
- Offer Nissim ft. Maya - First Time (When I'm With You Ver.)

2007
- Offer Nissim ft. Ivri Lider - Nights in White Satin
- Offer Nissim ft. Amir Fay-Guttman - Always
- Offer Nissim ft. Assaf Amdursky - Wild is The Wind
- Offer Nissim ft. Maya - Wish You Where Here

2008
- Offer Nissim ft. Maya - Happy People
- Offer Nissim ft. Maya - I'm In Love
- Offer Nissim ft. Maya - Why
- Offer Nissim ft. Maya - Love
- Offer Nissim ft. Ohad Haeim - Change
- Offer Nissim ft. Epiphony - Out Of My Skin
- Offer Nissim ft. Epiphony - Believe In Me
- Offer Nissim ft. Epiphony - One More Night
- Offer Nissim ft. Epiphony - Knowing Me Knowing You
- Offer Nissim ft. Symphony Extreme - Remember My Name
- Offer Nissim ft. Symphony Extreme - I Close My Eyes

2009
- Offer Nissim - Bimbo
- Offer Nissim - Rhythm Of The Nile
- Offer Nissim ft. Maya - Hook Up
- Offer Nissim ft. Maya - Illusion
- Offer Nissim ft. Maya - You'll Never Know
- Offer Nissim ft. Maya - Tel-Aviv
- Offer Nissim ft. Maya - Superman
- Offer Nissim ft. Maya - Holding on
- Offer Nissim ft. Maya - Cuando
- Offer Nissim ft. Epiphony - Story Ending
- Offer Nissim ft. Epiphony - Mr. Charming
- Offer Nissim ft. Epiphony - Coffee Break
- Offer Nissim ft. Epiphony - Boxing Ring

2010
- Offer Nissim - Out Of My Skin (Turkish Ver.)
- Offer Nissim ft. Maya - Over You
- Offer Nissim ft. Maya - It Was Love
- Offer Nissim ft. Maya - You Were So Right
- Offer Nissim ft. Shlomi Saranga - It's Five o'Clock

2018
- Offer Nissim ft. Maya - Freak Control (Sean Crazz Remix)
- Offer Nissim - My Pussy Hurts
- Offer Nissim - Fucker

2019
- Vali - Pluto (Offer Nissim Remix)

### Remixes ufficiali
2002
- Rita - Ma'wal (Offer Nissim Remix)

2004
- Ivri Lider - Beautiful Eyes (Oriental Dub Remix)

2005
- Suzanne Palmer - Home (Offer Nissim Remix pt.1,2)
- Suzzanne Palmer - Fascinated (Offer Nissim Remix)
- Kristine W - Wonder of it All (Offer Nissim Mix)
- Deborah Cooper -Live You All Over (Offer Nissim Remix)
- Club69 - Twisted (2005 Rework)
- Deborah Cox - Easy as Life (Offer Nissim Remix)
- Rita - Jerusalem of Gold (Dub Remix)
- Ivri Lider - Cinderella Rockefella (Dub Remix)
- Ofra Haza - Love Song (Offer Nissim Remix)

2006
- Tony Moran - Something About You (Offer Nissim Remix pt.1,2&3)
- Suzzanne Palmer - Keep The Faith (Offer Nissim Remix)
- Angie Stone - I Wish I Didn't Miss You (Offer Nissim Remix)
- Fairuz - Eastern Drums (Offer Nissim Dub Remix)
- Christina Aguilera - Hurt (Offer Nissim Remix)

2007
- Beyoncé - One Night Only (Offer Nissim Remix)
- Beyoncé - Deja-Vu (Offer Nissim Remix)
- Suzzanne Palmer - Free My Love (Offer Nissim Remix)
- Kristine W - Be Alright (Offer Nissim Remix)
- Donna Summer - Power of Love (Offer Nissim Remix)
- Alain Chamfort - Manureva (2007 Rework)
- Amuka - Appreciate Me at Night (Offer Nissim Mash-up)
- Sarit Hadad - Ze Sh'shomer Alay (Offer Nissim & Yinon Yahel Remix)
- Santa Esmeralda - Cha Cha Cha (Offer Nissim Remix)

2008
- Deborah Cox - Everybody Dance (Offer Nissim Remix)
- Shirley Bassey - La Passione (Offer Nissim Remix)
- Suzanne Palmer - Eye Can See You (Offer Nissim Remix)
- Jennifer Lopez - Que Hiciste (Offer Nissim Remix)
- Dana International - Petra (2008 Reconstruction)
- Dana International - Maganuna (Reconstruction)
- Captain Hollywood - More and More (2008 Reconstruction)
- Erin Hamilton - Flame 2008 (Offer Nissim Remix)
- Christina Aguilera - Candyman (Offer Nissim Remix)
- Betty - Poison (Reconstruction)
- Ofra Haza - Latet (Reconstruction)
- Kadoc - Night Train (Offer Nissim Edit)
- Culture Beat - Your Love (Offer Nissim Remix)

2009
- Maya - Bringing You Home (Offer Nissim Reconstruction)
- Suzanne Palmer - You Stepped Into My Life

2010
- Shoshana D'amari - Still Here (Offer Nissim Remix)
- Ivri Lider - Fuck Off Berlin (Offer Nissim Remix)

2012
- Mylène Farmer - A l'ombre (Offer Nissim Remix)

### Remixes non ufficiali
2004
- Talk Talk - Such a Shame (Offer Nissim Remix)

2005
- Madonna vs. ABBA - Hung up vs. Gimme (Offer Nissim Mash-up)
- Madonna - Issac vs. Ofra Haza (Offer Nissim Remix)
- Madonna - Jump (Offer Nissim Remix)
- ABBA - SOS (Offer Nissim Remix)

2006
- Lime - Unexpected Lover (2006 Reconstruction)
- Vanessa Paradis- Joe Le Taxi (Offer Nissim Remix)

2007
- Christina Aguilera - Tell Me / Missteree (Offer Nissim Remix)

2008
- Madonna - Beat Goes On (Offer Nissim Remix)
- Madonna - She's Not Me (Offer Nissim Remix)
- Britney Spears vs. Captain Hollywood - Give More and More (Offer Nissim Remix)
- Michael Jackson - Billie Jean 2008 (Offer Nissim Remix pt.1,2)
- J.J. Goldman - La Vie Par Procuration (2008 Reconstruction)
- Johnny Halliday - Que Je T'aime (Offer Nissim Remix)
- Rihanna - Disturbia (Offer Nissim Remix)

2009
- Madonna - Like A Prayer (Jerusalem Prayer's Remix)
- Mariah Carey vs. Maya - I'm That Chick (Offer Nissim Remix)
- Whitney Houston - I Didn't Know My Own Strength (Offer Nissim Remix)
- Depeche Mode - Wrong (Peter Rauhoffer Nissim Mix)
- David Bowie - Let's Denz (Offer Nissim Edit)
- Junior Vasquez - When Madonna Calls (2009 Dub Mix)
- Anita Mayer - Why Tell Me Why (Offer Nissim Remix)
- Barbra Streisand - Avinu Malkeinu (Offer Nissim Remix)
- Supertramp - Logical Song (Reconstruction 2009)
- Mylène Farmer - Tristana (Offer Nissim Remix)
- Rihanna - Russian Roulette (Offer Nissim Remix)